# Zwift
Zwift er et massively multiplayer online videospil og fysisk træningsprogram indenfor cykling og løb. Det giver brugerne mulighed for at interagere, træne og konkurrere i en virtuel verden. Virksomheden der er ansvarlig for Zwift, Zwift Inc., blev grundlagt af Jon Mayfield, Eric Min, Scott Barger og Alarik Myrin i Californien, USA i 2014. Zwift-spillet blev frigivet i sin betaversion i september 2014, og blev et betalingsprodukt i oktober 2015.
Den 9. december 2020 køres den første udgave af VM i e-cykling på Zwift.